# یواس‌اس راشمور (ال‌اس‌دی-۴۷)
یواس‌اس راشمور (ال‌اس‌دی-۴۷) (به انگلیسی: USS Rushmore (LSD-47)) یک کشتی است که طول آن ۶۰۹ فوت (۱۸۶ متر) می‌باشد. این کشتی در سال ۱۹۸۹ ساخته شد.